# 末日逼近
《末日逼近》（英語：The Stand）是史蒂芬·金筆下一本有關末日的小說，最先在1978年出版經編輯刪減超過400頁的版本，原型來自他收錄於《玉米田的孩子》中的一部短篇小說〈夜浪〉，翌年此書獲得世界奇幻獎最佳小說的提名。1980年代，史蒂芬不甘當年的版本被大幅刪減，因此重新編輯此書，並將故事設定為1990年，及加入當時的流行文化，又推出限量1250本的豪華版，附有史蒂芬·金和新版插畫師伯尼·萊特森的簽名。

## 故事簡介
美國暗地裡研究新型流感作軍事用途，代號為藍色專案，結果新型流感——病毒編號848-AB——外洩，造成美國超過九成人口死亡。倖存的人們分成兩派，在夢中受到感召，邪惡的一方到西部的拉斯維加斯追隨暗黑男蘭道爾·佛來格，另一方則到東方尋找上帝的代言人愛碧嘉老媽。暗黑男在西部召兵買馬，尼克、勞夫、法蘭、賴瑞及史都等人則在愛碧嘉老媽的帶領下去到博爾德定居，他們意識到暗黑男遲早一天會武力進攻，因此籌組委員會建設都市，又派間諜到西方可以刺探軍情。暗黑男先下手為強，迷惑了東方的人放置炸彈，炸死了尼克等人，愛碧嘉老媽在臨終前吩咐史都、賴瑞、葛倫及勞夫四人前往西方。在路途中，史都因腳傷被迫停留，其餘三人繼續上路，三人去到拉斯維加斯後，面對暗黑男本是無計可施，怎料到暗黑男的手下垃圾桶男將一個原子彈帶到拉斯維加斯，結果整個拉斯維加斯化為烏有，只有史都能回到博爾德。

## 改编作品
《末日逼近》最先由美國廣播公司於1994年改编成電視影集，由史蒂芬·金親自監製及編劇，並獲得1994年艾美獎數項提名。2008年，漫威漫畫將末日逼近改编成漫畫，共發行31集，故事於2012年1月11日完結。除此之外，華納兄弟於2011年宣佈會將故事改编成電影發行，並打算由班·艾佛列克執導，但隨著班·艾佛列克在《超人：鋼鐵英雄》的續集《蝙蝠俠對超人：正義曙光》中飾演布魯斯·韋恩，《末日逼近》的電影版改由斯科特·庫珀執導，不過斯科特很快就被電影公司撤職，改由執導。

## 外部連結
- 列在網路推理小說資料庫中的《The Stand》
- Bookpoi （页面存档备份，存于）—How to identify first edition copies of The Stand by Stephen King.